# Anpe Sindicato Independiente
ANPE Sindicato Independiente, es un sindicato independiente español con personalidad jurídica y plena capacidad de obrar, constituido el día 7 de junio de 1978 al amparo de la Ley 19/1977 e inscrito con el número 354 en el correspondiente registro público. En el ejercicio de la actividad sindical reconocida por los artículos 7 y 28.1 de la Constitución española, ANPE proclama su vocación de generalidad, extendiendo dicha actividad a todos los funcionarios públicos, al personal laboral al servicio de las Administraciones públicas. La denominación ANPE tiene su origen en la sigla de Asociación Nacional de Profesionales de la Enseñanza.
Se dedica a la información y asesoría docente y jurídica, mejora de la calidad de la enseñanza pública y condiciones laborales y económicas del profesorado. Cuenta también con cursos de formación, viajes culturales, servicios de acción social y una revista mensual. Los resultados de las elecciones sindicales de 2022 sitúan a ANPE como el primer sindicato más representativo de la enseñanza pública y el primero en el profesorado de la asignatura de Religión. Es independiente de cualquier partido político.
El sindicato docente independiente reivindica un Pacto de Estado por la Educación que proporcione estabilidad, un aumento del PIB que acerque a España a la media de inversión en enseñanza de los países de la OCDE, un Estatuto Docente que regule el marco jurídico del profesorado ofreciéndole incentivos profesionales, un modelo educativo basando la enseñanza en la igualdad de oportunidades, la educación en valores y el mérito personal, la extensión de la enseñanza obligatoria y gratuita, el reforzamiento de la autoridad del profesorado, y el reconocimiento social del docente.
Actualmente su presidente es José Francisco Venzalá González y cuenta con implantación en todas las comunidades autónomas.